# Министерство экономики Аргентины
Министерство экономики Аргентины — структура отвечающая за решение вопросов, связанных с финансами. Позиция министра экономики аналогична позиции министра финансов в некоторых странах, в частности министра финансов США. Министр является членом кабинета президента.

## Здание министерства
Первый аргентинский министр экономики, с момента его назначения на должность в 1939 году, базировался в 14-этажном здании рационалистического стиля, спроектированном местным архитектором Карлосом Пибернатом. Здание Министерства экономики было построено на 0,57 га в районе Монсеррат напротив к северу от президентского офисного здания Каса-Росада рядом с Министерством обороны на востоке — здании правительства, также разработанного Пибернатом.
Вестибюль здания был украшен фресками, писанными братом архитектора Антонио Пибернатом, художником пост-импрессионистом под влиянием школы натуралиста Барбизона.